# Margaret Matthews
Margaret Rejean Matthews-Wilburn, ameriška atletinja, * 5. avgust 1935, Griffin, Georgia, ZDA.
Nastopila je na poletnih olimpijskih igrah leta 1956 ter osvojila bronasto medaljo v štafeti 4x100 m in osemnajsto mesto v skoku v daljino. Na panameriških igrah je leta 1959 osvojila srebrno medaljo v skoku v daljino.